# 埃默农维尔森林
埃默农维尔森林（法語：forêt d'Ermenonville，法語發音：[fɔʁɛ dɛʁmənɔ̃vil]）是法国上法蘭西大區瓦兹省的一片森林，位于副省会桑利斯附近，占地约3319公顷。埃默农维尔森林与尚蒂伊森林和阿拉特森林一起组成了三森林丘陵。1974年3月3日，土耳其航空981号航班在埃默农维尔森林的方丹沙利村境内坠毁，机上346人全部遇难。今天，埃默农维尔森林中矗立着土航981号航班遇难者纪念碑。

## 图集

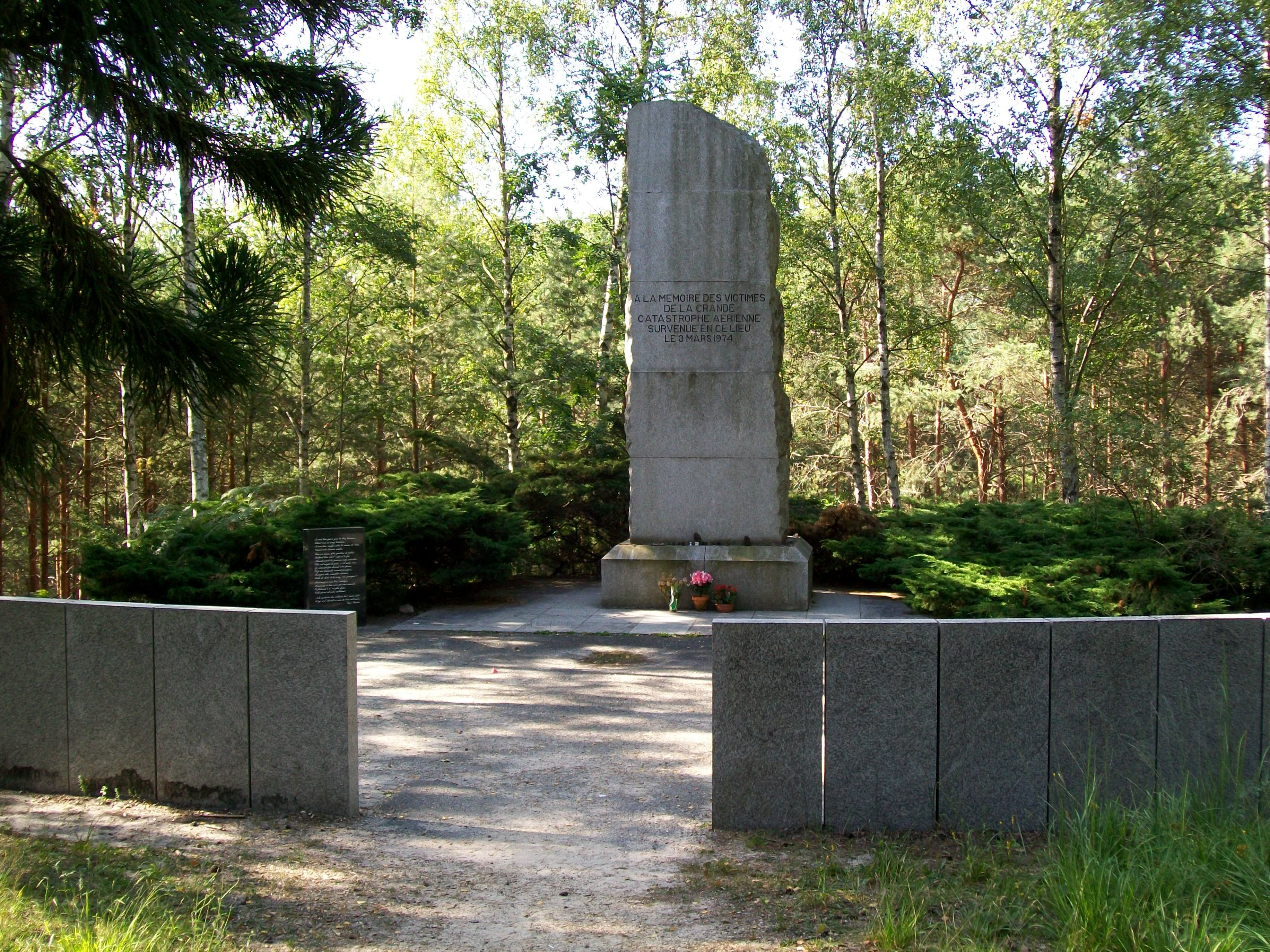
土航981号航班遇难者纪念碑